# Lista de vereadores de Uiraúna
Esta é a lista de vereadores de Uiraúna, município brasileiro do estado do Paraíba.
A Câmara Municipal de Uiraúna é formada atualmente por onze representantes, desde a Legislatura 2017–2020, conforme o art. 29, IV, b da CF/88: "11 (onze) Vereadores, nos Municípios de mais de 15.000 (quinze mil) habitantes e de até 30.000 (trinta mil) habitantes". O prédio chama-se Casa Legislativa Olinto Pinheiro, tendo havido transferência de sede em 2022.
| cor  | significado          |
| Bege | Presidente da Câmara |
| Azul | Suplente             |

## 16ª Legislatura (2021–2024)
Estes são os vereadores eleitos nas eleições de 15 de novembro de 2020, pelo período de 1° de janeiro de 2021 a 31 de dezembro de 2024:
| Mesa Diretora (2023-2024)                |                       |                        |                           |
| Nome                                     | Início do mandato     | Fim do mandato         | Cargo                     |
| Francisco Benevenuto Claudino de Almeida | 1º de janeiro de 2023 | 31 de dezembro de 2024 | Presidente da Câmara      |
| Ciro Figueiredo Barbosa                  | 1º de janeiro de 2023 | 31 de dezembro de 2024 | Vice-presidente da Câmara |
| Lauro José Varandas Nogueira             | 1º de janeiro de 2023 | 31 de dezembro de 2024 | 1º Secretário             |
| Ana Amélia da Fonseca Pinheiro de Sá     | 1º de janeiro de 2023 | 31 de dezembro de 2024 | 2º Secretário             |

| Mesa Diretora (2021-2022)                |                       |                        |                           |
| Nome                                     | Início do mandato     | Fim do mandato         | Cargo                     |
| Ana Amélia da Fonseca Pinheiro de Sá     | 1º de janeiro de 2021 | 31 de dezembro de 2022 | Presidente da Câmara      |
| Lauro José Varandas Nogueira             | 1º de janeiro de 2021 | 31 de dezembro de 2022 | Vice-presidente da Câmara |
| Francisco Benevenuto Claudino de Almeida | 1º de janeiro de 2021 | 31 de dezembro de 2022 | 1º Secretário             |
| Ciro Figueiredo Barbosa                  | 1º de janeiro de 2021 | 31 de dezembro de 2022 | 2º Secretário             |

|    | Nome                                                                                    | Partido                                        | Votos | %    | Observações |
| -- | --------------------------------------------------------------------------------------- | ---------------------------------------------- | ----- | ---- | ----------- |
| 1  | Francisco Alves de Queiroz, Chico Bacatela (Uiraúna, 09.08.1969–)                       | Partido da Social Democracia Brasileira (PSDB) | 689   | 7,23 | 6º mandato  |
| 2  | Ana Amélia da Fonseca Pinheiro de Sá (Uiraúna, 14.05.1984–)                             | Democratas (DEM)                               | 662   | 6,95 | 1º mandato  |
| 3  | Francisco Benevenuto Claudino de Almeida (Uiraúna, 20.08.1960–)                         | Democratas (DEM)                               | 594   | 6,23 | 8º mandato  |
| 4  | Maria dos Remédios Martins de Oliveira (Uiraúna, 13.01.1967–)                           | Partido da Social Democracia Brasileira (PSDB) | 580   | 6,09 | 5º mandato  |
| 5  | Antônio Carlos Olímpio da Cruz, Toinho Magalhães (Uiraúna, 17.06.1971–)                 | Democratas (DEM)                               | 538   | 5,65 | 3º mandato  |
| 6  | Ciro Figueiredo Barbosa (Uiraúna, 20.01.1988–)                                          | Democratas (DEM)                               | 476   | 5,00 | 2º mandato  |
| 7  | Lauro José Varandas Nogueira, Laurinho (João Pessoa, 04.01.1982–)                       | Democratas (DEM)                               | 451   | 4,73 | 2º mandato  |
| 8  | Francisco Marcondes da Silva, de Bizerril (Uiraúna, 08.04.1969–)                        | Partido da Social Democracia Brasileira (PSDB) | 448   | 4,70 | 4º mandato  |
| 9  | Maria Cleidiomar Sarmento de Oliveira, Creuza de Manoel Benidito (Uiraúna, 10.07.1968–) | Democratas (DEM)                               | 432   | 4,53 | 2º mandato  |
| 10 | Francisco Jarismar Nascimento, Mazinho da Vazante (Uiraúna, 16.08.1978–)                | Partido Trabalhista Brasileiro (PTB)           | 406   | 4,26 | 3º mandato  |
| 11 | Antonio Itamar de Freitas Asselino, Carneirinho (Uiraúna, 04.08.1968–)                  | Partido Trabalhista Brasileiro (PTB)           | 335   | 3,52 | 1º mandato  |
| —  | José Fernandes Moreira, Zé Fernandes (Uiraúna, 08.05.1960–)                             | Partido Trabalhista Brasileiro (PTB)           | 295   | 3,10 | 7º mandato  |

## 15ª Legislatura (2017–2020)
Estes são os vereadores eleitos nas eleições de 2 de outubro de 2016, pelo período de 1° de janeiro de 2017 a 31 de dezembro de 2020:
| Mesa Diretora (2019-2020)      |                       |                        |                           |
| Nome                           | Início do mandato     | Fim do mandato         | Cargo                     |
| Amilton Fernandes da Silva     | 1º de janeiro de 2019 | 31 de dezembro de 2020 | Presidente da Câmara      |
| Antônio Carlos Olímpio da Cruz | 1º de janeiro de 2019 | 31 de dezembro de 2020 | Vice-presidente da Câmara |
| José Jaílson Nogueira          | 1º de janeiro de 2019 | 31 de dezembro de 2020 | 1º Secretário             |
| Francisco Marcondes da Silva   | 1º de janeiro de 2019 | 31 de dezembro de 2020 | 2º Secretário             |

| Mesa Diretora (2017-2018)      |                       |                        |                           |
| Nome                           | Início do mandato     | Fim do mandato         | Cargo                     |
| Joaquim Marcelino de Lira Neto | 1º de janeiro de 2017 | 31 de dezembro de 2018 | Presidente da Câmara      |
| José Jaílson Nogueira          | 1º de janeiro de 2017 | 31 de dezembro de 2018 | Vice-presidente da Câmara |
| Amilton Fernandes da Silva     | 1º de janeiro de 2017 | 31 de dezembro de 2018 | 1º Secretário             |
| Ciro Figueiredo Barbosa        | 1º de janeiro de 2017 | 31 de dezembro de 2018 | 2º Secretário             |

|    | Nome                                                                                    | Partido                                        | Votos | %    | Observações |
| -- | --------------------------------------------------------------------------------------- | ---------------------------------------------- | ----- | ---- | ----------- |
| 1  | Francisco Alves de Queiroz, Chico Bacatela (Uiraúna, 09.08.1969–)                       | Partido da Social Democracia Brasileira (PSDB) | 846   | 9,18 | 5º mandato  |
| 2  | Francisco Benevenuto Claudino de Almeida (Uiraúna, 20.08.1960–)                         | Partido Social Democrático (PSD)               | 826   | 8,96 | 7º mandato  |
| 3  | Maria Cleidiomar Sarmento de Oliveira, Creuza de Manoel Benidito (Uiraúna, 10.07.1968–) | Partido da Social Democracia Brasileira (PSDB) | 621   | 6,74 | 1º mandato  |
| 4  | Ciro Figueiredo Barbosa (Uiraúna, 20.01.1988–)                                          | Partido Social Democrático (PSD)               | 595   | 6,46 | 1º mandato  |
| 5  | Antônio Carlos Olímpio da Cruz, Toinho Magalhães (Uiraúna, 17.06.1971–)                 | Partido Social Democrático (PSD)               | 589   | 6,39 | 2º mandato  |
| 6  | Joaquim Marcelino de Lira Neto, Neto de Maro (Uiraúna, 02.02.1978–)                     | Partido Trabalhista Brasileiro (PTB)           | 544   | 5,90 | 4º mandato  |
| 7  | Amilton Fernandes da Silva (Uiraúna, 15.12.1983–)                                       | Partido Socialista Brasileiro (PSB)            | 499   | 5,42 | 1º mandato  |
| 8  | Francisco Jarismar Nascimento, Mazinho da Vazante (Uiraúna, 16.08.1978–)                | Partido da Social Democracia Brasileira (PSDB) | 492   | 5,34 | 2º mandato  |
| 9  | José Jailson Nogueira (Uiraúna, 16.09.1954–)                                            | Democratas (DEM)                               | 478   | 5,19 | 7º mandato  |
| 10 | Francisco Marcondes da Silva, de Bizerril (Uiraúna, 08.04.1969–)                        | Partido da Social Democracia Brasileira (PSDB) | 464   | 5,04 | 3º mandato  |
| 11 | José Fernandes Moreira, Zé Fernandes (Uiraúna, 08.05.1960–)                             | Partido da Social Democracia Brasileira (PSDB) | 445   | 4,83 | 6º mandato  |

## 14ª Legislatura (2013–2016)
Estes são os vereadores eleitos nas eleições de 7 de outubro de 2012, pelo período de 1° de janeiro de 2013 a 31 de dezembro de 2016:
| Mesa Diretora (2015-2016)              |                       |                        |                           |
| Nome                                   | Início do mandato     | Fim do mandato         | Cargo                     |
| Joaquim Marcelino de Lira Neto         | 1º de janeiro de 2015 | 31 de dezembro de 2016 | Presidente da Câmara      |
| Lauro José Varandas Nogueira           | 1º de janeiro de 2015 | 31 de dezembro de 2016 | Vice-presidente da Câmara |
| Maria dos Remédios Martins de Oliveira | 1º de janeiro de 2015 | 31 de dezembro de 2016 | 1ª Secretária             |
| Antônio Carlos Olímpio da Cruz         | 1º de janeiro de 2015 | 31 de dezembro de 2016 | 2º Secretário             |

| Mesa Diretora (2013-2014)        |                       |                        |                           |
| Nome                             | Início do mandato     | Fim do mandato         | Cargo                     |
| Joaquim Marcelino de Lira Neto   | 1º de janeiro de 2013 | 31 de dezembro de 2014 | Presidente da Câmara      |
| José Fernandes Moreira           | 1º de janeiro de 2013 | 31 de dezembro de 2014 | Vice-presidente da Câmara |
| Francisco Jarismar do Nascimento | 1º de janeiro de 2013 | 31 de dezembro de 2014 | 1º Secretário             |
| Francisco Marcondes da Silva     | 1º de janeiro de 2013 | 31 de dezembro de 2014 | 2º Secretário             |

|   | Nome                                                                      | Partido                                        | Votos | %     | Observações |
| - | ------------------------------------------------------------------------- | ---------------------------------------------- | ----- | ----- | ----------- |
| 1 | Francisco Benevenuto Claudino de Almeida, Bevenuto (Uiraúna, 20.08.1960–) | Partido Social Democrático (PSD)               | 993   | 10,96 | 6º mandato  |
| 2 | Antônio Carlos Olímpio da Cruz, Toinho Magalhães (Uiraúna, 17.06.1971–)   | Partido Social Democrático (PSD)               | 757   | 8,35  | 1º mandato  |
| 3 | Joaquim Marcelino de Lira Neto, Neto de Maro (Uiraúna, 02.02.1978–)       | Partido Socialista Brasileiro (PSB)            | 676   | 7,46  | 3º mandato  |
| 4 | Maria dos Remédios Martins de Oliveira (Uiraúna, 13.01.1967–)             | Partido da Social Democracia Brasileira (PSDB) | 628   | 6,93  | 4º mandato  |
| 5 | Francisco Alves de Queiroz, Chico Bacatela (Uiraúna, 09.08.1969–)         | Partido Socialista Brasileiro (PSB)            | 583   | 6,43  | 4º mandato  |
| 6 | Francisco Marcondes da Silva (Uiraúna, 08.04.1969–)                       | Partido Socialista Brasileiro (PSB)            | 565   | 6,23  | 2º mandato  |
| 7 | Francisco Jarismar Nascimento, Mazinho (Uiraúna, 16.08.1978–)             | Partido Socialista Brasileiro (PSB)            | 559   | 6,17  | 1º mandato  |
| 8 | Lauro José Varandas Nogueira, Laurinho (João Pessoa, 04.01.1982–)         | Democratas (DEM)                               | 486   | 5,36  | 1º mandato  |
| 9 | José Fernandes Moreira, Zé Fernandes (Uiraúna, 08.05.1960–)               | Partido Socialista Brasileiro (PSB)            | 444   | 4,90  | 5º mandato  |
| — | Maria Dulcimar Rocha Duarte, Dulcimar de Humberto (Paraná, 04.05.1967–)   | Partido Socialista Brasileiro (PSB)            | 408   | 4,50  | 1º mandato  |
| — | Lucivaldo Duarte de Andrade (Uiraúna, 07.12.1968–)                        | Partido Socialista Brasileiro (PSB)            | 400   | 4,41  | 1º mandato  |

## 13ª Legislatura (2009–2012)
Estes são os vereadores eleitos nas eleições de 5 de outubro de 2008, pelo período de 1° de janeiro de 2009 a 31 de dezembro de 2012:
| Mesa Diretora (2011-2012)      |                       |                        |                           |
| Nome                           | Início do mandato     | Fim do mandato         | Cargo                     |
| José Jaílson Nogueira          | 1º de janeiro de 2011 | 31 de dezembro de 2012 | Presidente da Câmara      |
| Geraldo Luiz de Araújo         | 1º de janeiro de 2011 | 31 de dezembro de 2012 | Vice-presidente da Câmara |
| Maria Joaquina Vieira          | 1º de janeiro de 2011 | 31 de dezembro de 2012 | 1ª Secretária             |
| Iracema Maria de Lira da Silva | 1º de janeiro de 2011 | 31 de dezembro de 2012 | 2ª Secretária             |

| Mesa Diretora (2009-2010)      |                       |                        |                           |
| Nome                           | Início do mandato     | Fim do mandato         | Cargo                     |
| Geraldo Luiz de Araújo         | 1º de janeiro de 2009 | 31 de dezembro de 2010 | Presidente da Câmara      |
| Joaquim Marcelino de Lira Neto | 1º de janeiro de 2009 | 31 de dezembro de 2010 | Vice-presidente da Câmara |
| Maria Joaquina Vieira          | 1º de janeiro de 2009 | 31 de dezembro de 2010 | 1ª Secretária             |
| Francisco Marcondes da Silva   | 1º de janeiro de 2009 | 31 de dezembro de 2010 | 2º Secretário             |

|   | Nome                                                                       | Partido                                        | Votos | %     | Observações |
| - | -------------------------------------------------------------------------- | ---------------------------------------------- | ----- | ----- | ----------- |
| 1 | Francisco Benevenuto Claudino de Almeida, Bevenuto (Uiraúna, 20.08.1960–)  | Partido Trabalhista Brasileiro (PTB)           | 911   | 10,28 | 5º mandato  |
| 2 | Joaquim Marcelino de Lira Neto, Neto de Maro (Uiraúna, 02.02.1978–)        | Partido da Social Democracia Brasileira (PSDB) | 566   | 6,38  | 1º mandato  |
| 3 | Francisco Marcondes da Silva, Marcondes de Bezerril (Uiraúna, 08.04.1969–) | Partido da Social Democracia Brasileira (PSDB) | 528   | 5,96  | 1º mandato  |
| 4 | Geraldo Luiz de Araújo, Geraldo da Emater (Lagoa Seca, 01.06.1954–)        | Partido da Social Democracia Brasileira (PSDB) | 515   | 5,81  | 4º mandato  |
| 5 | Francisco Alves de Queiroz, Chico Bacatela (Uiraúna, 09.08.1969–)          | Partido da Social Democracia Brasileira (PSDB) | 471   | 5,31  | 3º mandato  |
| 6 | Iracema Maria de Lira da Silva, Iracema de Custódio (Uiraúna, 23.01.1950–) | Partido Trabalhista Brasileiro (PTB)           | 447   | 5,04  | 2º mandato  |
| 7 | José Fernandes Moreira, Zé Fernandes (Uiraúna, 08.05.1960–)                | Partido da Social Democracia Brasileira (PSDB) | 430   | 4,85  | 4º mandato  |
| 8 | Maria Joaquina Vieira (Uiraúna, 30.03.1936–)                               | Partido da Social Democracia Brasileira (PSDB) | 427   | 4,82  | 6º mandato  |
| 9 | José Jailson Nogueira, Professor Jailson (Uiraúna, 16.09.1954–)            | Democratas (DEM)                               | 415   | 4,68  | 6º mandato  |
| — | Maria dos Remédios Martin S. de Oliveira (Uiraúna, 13.01.1967–)            | Partido da Social Democracia Brasileira (PSDB) | 348   | 3,93  | 3º mandato  |

## 12ª Legislatura (2005–2008)
Estes são os vereadores eleitos nas eleições de 3 de outubro de 2004, pelo período de 1° de janeiro de 2005 a 31 de dezembro de 2008:
| Mesa Diretora (2007-2008)                |                       |                        |                           |
| Nome                                     | Início do mandato     | Fim do mandato         | Cargo                     |
| Maria Joaquina Vieira                    | 1º de janeiro de 2007 | 31 de dezembro de 2008 | Presidente da Câmara      |
| Francisco Francinaldo da Silva           | 1º de janeiro de 2007 | 31 de dezembro de 2008 | Vice-presidente da Câmara |
| Maria dos Remédios Martin S. de Oliveira | 1º de janeiro de 2007 | 31 de dezembro de 2008 | 1ª Secretária             |
| Geraldo Luiz de Araújo                   | 1º de janeiro de 2007 | 31 de dezembro de 2008 | 2º Secretário             |

|   | Nome                                                                            | Partido                                        | Votos | %    | Observações |
| - | ------------------------------------------------------------------------------- | ---------------------------------------------- | ----- | ---- | ----------- |
| 1 | Francisco Francinaldo da Silva, Vadim (Uiraúna, 22.04.1967–)                    | Partido da Social Democracia Brasileira (PSDB) | 606   | 7,06 | 2º mandato  |
| 2 | Geraldo Luiz de Araújo, Geraldo da Emater (2005-2006) (Lagoa Seca, 01.06.1954–) | Partido da Social Democracia Brasileira (PSDB) | 570   | 6,64 | 3º mandato  |
| 3 | Francisco Alves de Queiroz, Chico Bacatela (Uiraúna, 09.08.1969–)               | Partido da Social Democracia Brasileira (PSDB) | 559   | 6,52 | 2º mandato  |
| 4 | Maria Dulcimar Rocha Duarte, Dulcimar de Humberto (Paraná, 04.05.1967–)         | Partido da Social Democracia Brasileira (PSDB) | 510   | 5,95 | 1º mandato  |
| 5 | José Jaílson Nogueira, Professor Jaílson (Uiraúna, 16.09.1954–)                 | Partido da Frente Liberal (PFL)                | 467   | 5,44 | 5º mandato  |
| 6 | Maria Joaquina Vieira (2007-2008) (Uiraúna, 30.03.1936–)                        | Partido da Social Democracia Brasileira (PSDB) | 459   | 5,35 | 5º mandato  |
| 7 | Maria dos Remédios Martin S. de Oliveira (Uiraúna, 13.01.1967–)                 | Partido da Social Democracia Brasileira (PSDB) | 450   | 5,25 | 2º mandato  |
| 8 | Antonia Virgília de Almeida, Dila (Uiraúna, 26.06.1963–)                        | Partido Progressista (PP)                      | 368   | 4,29 | 1º mandato  |
| 9 | Iracema Maria de Lira da Silva (Uiraúna, 23.01.1950–)                           | Partido Trabalhista Brasileiro (PTB)           | 324   | 3,78 | 1º mandato  |

## 11ª Legislatura (2001–2004)
Estes são os vereadores eleitos nas eleições de 1º de outubro de 2000, pelo período de 1° de janeiro de 2001 a 31 de dezembro de 2004:
|    | Nome                                                                       | Partido                                            | Votos | %    | Observações |
| -- | -------------------------------------------------------------------------- | -------------------------------------------------- | ----- | ---- | ----------- |
| 1  | Geraldo Luiz de Araújo (Lagoa Seca, 01.06.1954–)                           | Partido do Movimento Democrático Brasileiro (PMDB) | 366   | 4,70 | 2º mandato  |
| 2  | José Fernandes Moreira, Zé Fernandes (Uiraúna, 08.05.1960–)                | Partido do Movimento Democrático Brasileiro (PMDB) | 363   | 4,66 | 3º mandato  |
| 3  | Humberto Daniel Duarte (Uiraúna, 05.07.1967–)                              | Partido do Movimento Democrático Brasileiro (PMDB) | 355   | 4,56 | 2º mandato  |
| 4  | Francisco Narciso Gonçalves (Paraná, 21.08.1937–)                          | Partido Liberal (PL)                               | 329   | 4,22 | 1º mandato  |
| 5  | Francisco Benevenuto Claudino de Almeida (Uiraúna, 20.08.1960–)            | Partido da Frente Liberal (PFL)                    | 328   | 4,21 | 4º mandato  |
| 6  | Francisco Alves de Queiroz, Chico de Zuca (Uiraúna, 09.08.1969–)           | Partido do Movimento Democrático Brasileiro (PMDB) | 315   | 4,04 | 1º mandato  |
| 7  | Francisco Francinaldo da Silva, Vadim (2003-2004) (Uiraúna, 22.04.1967–)   | Partido da Frente Liberal (PFL)                    | 310   | 3,98 | 1º mandato  |
| 8  | Maria dos Remédios Martins de Oliveira (Uiraúna, 13.01.1967–)              | Partido do Movimento Democrático Brasileiro (PMDB) | 293   | 3,76 | 1º mandato  |
| 9  | José Jaílson Nogueira (Uiraúna, 16.09.1954–)                               | Partido Progressista Brasileiro (PPB)              | 277   | 3,55 | 4º mandato  |
| 10 | Gervásio Nogueira Formiga (2001-2002) (Uiraúna, 11.05.1962–)               | Partido da Frente Liberal (PFL)                    | 276   | 3,54 | 2º mandato  |
| 11 | Luiz Carlos de Almeida, Luizinho (Uiraúna, 10.12.1968–)                    | Partido Democrático Trabalhista (PDT)              | 265   | 3,40 | 1º mandato  |
| 12 | Maria Joaquina Vieira (Uiraúna, 30.03.1936–)                               | Partido do Movimento Democrático Brasileiro (PMDB) | 242   | 3,11 | 4º mandato  |
| 13 | Francisco Felix de Lima, Chico Muliquinho (Uiraúna, 17.12.1927–23.04.2015) | Partido da Frente Liberal (PFL)                    | 235   | 3,02 | 6º mandato  |
| 14 | Beunilde Maria Santiago Mendes, Benilda (Poço Dantas, 03.11.1961–)         | Partido Democrático Trabalhista (PDT)              | 208   | 2,67 | 1º mandato  |
| 15 | Luiz Roque Fernandes (Uiraúna, 20.08.1952–)                                | Partido da Frente Liberal (PFL)                    | 203   | 2,61 | 1º mandato  |

## 10ª Legislatura (1997–2000)
Estes são os vereadores eleitos nas eleições de 3 de outubro de 1996, pelo período de 1° de janeiro de 1997 a 31 de dezembro de 2000:
|    | Nome                                                                       | Partido                                            | Votos | %    | Observações |
| -- | -------------------------------------------------------------------------- | -------------------------------------------------- | ----- | ---- | ----------- |
| 1  | Francisco Benevenuto Claudino de Almeida (Uiraúna, 20.08.1960–)            | Partido da Frente Liberal (PFL)                    | 643   | 8,50 | 3º mandato  |
| 2  | José Nogueira Formiga, Senhor Nogueira (Uiraúna, 06.12.1948–)              | Partido Democrático Trabalhista (PDT)              | 502   | 6,63 | 1º mandato  |
| 3  | Geraldo Luiz de Araújo (Lagoa Seca, 01.06.1954–)                           | Partido do Movimento Democrático Brasileiro (PMDB) | 414   | 5,47 | 1º mandato  |
| 4  | Francisco Joaquim de Lira, Chico de Jaca (Uiraúna, 28.08.1939–14.06.2015)  | Partido Socialista Brasileiro (PSB)                | 365   | 4,82 | 1º mandato  |
| 5  | Francisco Firmo de Andrade, Chico Firmo (Uiraúna, 05.08.1952–)             | Partido da Frente Liberal (PFL)                    | 357   | 4,72 | 1º mandato  |
| 6  | Antônio Maurílio de Aquino                                                 | Partido da Frente Liberal (PFL)                    | 350   | 4,62 | 1º mandato  |
| 7  | Francisco Felix de Lima, Chico Muliquinho (Uiraúna, 17.12.1927–23.04.2015) | Partido do Movimento Democrático Brasileiro (PMDB) | 331   | 4,37 | 5º mandato  |
| 8  | Marcelino Pio Vieira da Costa (Uiraúna, 11.09.1935–)                       | Partido da Social Democracia Brasileira (PSDB)     | 313   | 4,14 | 1º mandato  |
| 9  | Humberto Daniel Duarte (Uiraúna, 05.07.1967–)                              | Partido do Movimento Democrático Brasileiro (PMDB) | 312   | 4,12 | 1º mandato  |
| 10 | José Fernandes Moreira, Zé Fernandes (Uiraúna, 08.05.1960–)                | Partido do Movimento Democrático Brasileiro (PMDB) | 311   | 4,11 | 2º mandato  |
| 11 | Francisco Dantas de Sousa (Uiraúna, 08.09.1938–)                           | Partido do Movimento Democrático Brasileiro (PMDB) | 290   | 3,83 | 1º mandato  |
| 12 | Francisca Cabocla Sobreira (Uiraúna, 03.12.1935–)                          | Partido da Frente Liberal (PFL)                    | 288   | 3,81 | 3º mandato  |
| 13 | José Cirilo de Sá Júnior                                                   | Partido Socialista Brasileiro (PSB)                | 281   | 3,71 | 2º mandato  |
| 14 | Martins de Freitas Asselino                                                | Partido do Movimento Democrático Brasileiro (PMDB) | 263   | 3,48 | 1º mandato  |
| 15 | Custódio Pereira da Silva (Sousa, 11.04.1949–)                             | Partido da Frente Liberal (PFL)                    | 244   | 3,22 | 1º mandato  |

## 9ª Legislatura (1993–1996)
Estes são os vereadores eleitos nas eleições de 3 de outubro de 1992, pelo período de 1° de janeiro de 1993 a 31 de dezembro de 1996:
|    | Nome                                                                           | Partido                                            | Votos | %    | Observações |
| -- | ------------------------------------------------------------------------------ | -------------------------------------------------- | ----- | ---- | ----------- |
| 1  | José Jailson Nogueira (Uiraúna, 16.09.1954–)                                   | Partido da Frente Liberal (PFL)                    | 624   | 6,25 | 3º mandato  |
| 2  | Luiz Vitoriano dos Santos (1993-1994) (Cajazeiras, 10.02.1936–)                | Partido do Movimento Democrático Brasileiro (PMDB) | 582   | 5,83 | 2º mandato  |
| 3  | José Fernandes Moreira, Zé Fernandes (Uiraúna, 08.05.1960–)                    | Partido do Movimento Democrático Brasileiro (PMDB) | 560   | 5,61 | 1º mandato  |
| 4  | Francisco Vieira da Silva (Uiraúna, 1934–João Pessoa, 30.09.2018)              | Partido do Movimento Democrático Brasileiro (PMDB) | 509   | 5,10 | 2º mandato  |
| 5  | Francisco Benevenuto Claudino de Almeida (Uiraúna, 20.08.1960–)                | Partido da Frente Liberal (PFL)                    | 449   | 4,50 | 2º mandato  |
| 6  | Hélio Elói de Galiza (1995-1996) (Uiraúna, 01.07.1946–)                        | Partido do Movimento Democrático Brasileiro (PMDB) | 441   | 4,42 | 2º mandato  |
| 7  | Francisco Fernandes Filho (Santa Cruz, 04.11.1961–)                            | Partido do Movimento Democrático Brasileiro (PMDB) | 415   | 4,16 | 1º mandato  |
| 8  | Geraldo Moreira Pinto (Uiraúna, 04.01.1953–)                                   | Partido do Movimento Democrático Brasileiro (PMDB) | 410   | 4,11 | 1º mandato  |
| 9  | Gervásio Nogueira Formiga (Uiraúna, 11.05.1962–)                               | Partido Democrático Trabalhista (PDT)              | 389   | 3,90 | 1º mandato  |
| 10 | José Cirilo de Sá Júnior                                                       | Partido da Frente Liberal (PFL)                    | 374   | 3,75 | 1º mandato  |
| 11 | Francisco Felix de Lima, Chico Muliquinho (Uiraúna, 17.12.1927–23.04.2015)     | Partido da Frente Liberal (PFL)                    | 359   | 3,60 | 4º mandato  |
| 12 | José Milton Santiago, Azulão (Poço Dantas, 05.10.1960–João Pessoa, 20.01.2006) | Partido Democrático Trabalhista (PDT)              | 336   | 3,37 | 1º mandato  |
| 13 | Anacleto Valentim Duarte (Uiraúna, 03.01.1949–)                                | Partido do Movimento Democrático Brasileiro (PMDB) | 322   | 3,23 | 1º mandato  |
| 14 | Maria Joaquina Vieira (Uiraúna, 30.03.1936–)                                   | Partido da Frente Liberal (PFL)                    | 321   | 3,22 | 3º mandato  |
| 15 | Francisca Cabocla Sobreira (Uiraúna, 03.12.1935–)                              | Partido da Frente Liberal (PFL)                    | 293   | 2,94 | 2º mandato  |

## 8ª Legislatura (1989–1992)
Estes são os vereadores eleitos nas eleições de 15 de novembro de 1988, pelo período de 1° de janeiro de 1989 a 31 de dezembro de 1992:
|    | Nome                                                                       | Partido                                            | Votos | %    | Observações |
| -- | -------------------------------------------------------------------------- | -------------------------------------------------- | ----- | ---- | ----------- |
| 1  | Manoel João Sarmento                                                       | Partido do Movimento Democrático Brasileiro (PMDB) | 488   | 5,70 | 1º mandato  |
| 2  | Luiz Vitoriano dos Santos (Cajazeiras, 10.02.1936–)                        | Partido do Movimento Democrático Brasileiro (PMDB) | 438   | 5,11 | 1º mandato  |
| 3  | José Jailson Nogueira (1989-1990) (Uiraúna, 16.09.1954–)                   | Partido da Frente Liberal (PFL)                    | 423   | 4,94 | 2º mandato  |
| 4  | Geraldo Moreira Pinto (Uiraúna, 04.01.1953–)                               | Partido do Movimento Democrático Brasileiro (PMDB) | 404   | 4,72 | 1º mandato  |
| 5  | Francisco Vieira da Silva (Uiraúna, 1934–João Pessoa, 30.09.2018)          | Partido do Movimento Democrático Brasileiro (PMDB) | 398   | 4,65 | 1º mandato  |
| 6  | Francisco Benevenuto Claudino de Almeida (Uiraúna, 20.08.1960–)            | Partido da Frente Liberal (PFL)                    | 397   | 4,63 | 1º mandato  |
| 7  | Francisco Felix de Lima, Chico Muliquinho (Uiraúna, 17.12.1927–23.04.2015) | Partido Trabalhista Renovador (PTR)                | 336   | 3,92 | 3º mandato  |
| 8  | Maria Joaquina Vieira (Uiraúna, 30.03.1936–)                               | Partido Trabalhista Renovador (PTR)                | 310   | 3,62 | 2º mandato  |
| 9  | Hélio Elói de Galiza (Uiraúna, 01.07.1946–)                                | Partido do Movimento Democrático Brasileiro (PMDB) | 268   | 3,13 | 1º mandato  |
| 10 | José Hilton Santiago                                                       | Partido Trabalhista Renovador (PTR)                | 253   | 2,95 | 1º mandato  |
| 11 | Manoel Gonçalves de Andrade                                                | Partido Trabalhista Renovador (PTR)                | 247   | 2,88 | 3º mandato  |

## 7ª Legislatura (1983–1988)
Estes são os vereadores eleitos nas eleições de 15 de novembro de 1982:
|    | Nome                                                                       | Partido                                            | Votos | %    | Observações |
| -- | -------------------------------------------------------------------------- | -------------------------------------------------- | ----- | ---- | ----------- |
| 1  | José Jailson Nogueira (Uiraúna, 16.09.1954–)                               | Partido Democrático Social (PDS)                   | 501   | 7,22 | 1º mandato  |
| 2  | José Hilton Santiago                                                       | Partido Democrático Social (PDS)                   | 462   | 6,66 | 1º mandato  |
| 3  | Francisco Felix de Lima, Chico Muliquinho (Uiraúna, 17.12.1927–23.04.2015) | Partido Democrático Social (PDS)                   | 455   | 6,56 | 2º mandato  |
| 4  | Manoel Gonçalves de Andrade                                                | Partido Democrático Social (PDS)                   | 427   | 6,15 | 2º mandato  |
| 5  | Maria Joaquina Vieira (Uiraúna, 30.03.1936–)                               | Partido Democrático Social (PDS)                   | 420   | 6,05 | 1º mandato  |
| 6  | Francisco Mariano da Costa                                                 | Partido Democrático Social (PDS)                   | 390   | 5,62 | 1º mandato  |
| 7  | Francisca Cabocla da Silva (Uiraúna, 03.12.1935–)                          | Partido Democrático Social (PDS)                   | 358   | 5,16 | 1º mandato  |
| 8  | Francisco Enéas de Alencar                                                 | Partido Democrático Social (PDS)                   | 344   | 4,96 | 3º mandato  |
| 9  | Joaquim Moreira Sobrinho                                                   | Partido Democrático Social (PDS)                   | 342   | 4,93 | 2º mandato  |
| 10 | João Guilherme Estrela, Joca de Duca                                       | Partido do Movimento Democrático Brasileiro (PMDB) | 249   | 3,59 | 1º mandato  |
| 11 | Oliveira Francisco da Silva                                                | Partido do Movimento Democrático Brasileiro (PMDB) | 227   | 3,27 | 1º mandato  |

## 6ª Legislatura (1977–1982)
Estes são os vereadores eleitos nas eleições de 15 de novembro de 1976:
|   | Nome                                                                       | Partido                                | Votos | %     | Observações |
| - | -------------------------------------------------------------------------- | -------------------------------------- | ----- | ----- | ----------- |
| 1 | Francisco Felix de Lima, Chico Muliquinho (Uiraúna, 17.12.1927–23.04.2015) | Aliança Renovadora Nacional (ARENA)    | 910   | 16,20 | 1º mandato  |
| 2 | Manoel Gonçalves de Andrade                                                | Aliança Renovadora Nacional (ARENA)    | 543   | 9,66  | 1º mandato  |
| 3 | Damiana de Almeida Freitas                                                 | Aliança Renovadora Nacional (ARENA)    | 476   | 8,47  | 1º mandato  |
| 4 | Joaquim Moreira Sobrinho                                                   | Aliança Renovadora Nacional (ARENA)    | 453   | 8,06  | 1º mandato  |
| 5 | Francisco Enéas de Alencar                                                 | Aliança Renovadora Nacional (ARENA)    | 441   | 7,85  | 2º mandato  |
| 6 | Adolfo Joaquim de Lira                                                     | Aliança Renovadora Nacional (ARENA)    | 438   | 7,79  | 1º mandato  |
| 7 | Cirilo Felix da Silva                                                      | Movimento Democrático Brasileiro (MDB) | 337   | 6,00  | 4º mandato  |

## 5ª Legislatura (1973–1976)
Estes são os vereadores eleitos nas eleições de 15 de novembro de 1972:
|   | Nome                       | Partido                                | Votos | %    | Observações |
| - | -------------------------- | -------------------------------------- | ----- | ---- | ----------- |
| 1 | Matilde Moreira            | Aliança Renovadora Nacional (ARENA)    | 501   | 9,40 | 1º mandato  |
| 2 | Francisca Inês Moreira     | Aliança Renovadora Nacional (ARENA)    | 436   | 8,18 | 1º mandato  |
| 3 | João Enéas de Alencar      | Aliança Renovadora Nacional (ARENA)    | 413   | 7,75 | 1º mandato  |
| 4 | Francisco Alves de Santana | Movimento Democrático Brasileiro (MDB) | 393   | 7,38 | 1º mandato  |
| 5 | Pedro Vieira da Silva      | Aliança Renovadora Nacional (ARENA)    | 362   | 6,68 | 1º mandato  |
| 6 | Francisco Enéas de Alencar | Aliança Renovadora Nacional (ARENA)    | 343   | 6,44 | 1º mandato  |
| 7 | Cirilo Felix da Silva      | Movimento Democrático Brasileiro (MDB) | 315   | 5,91 | 3º mandato  |

## 4ª Legislatura (1969–1972)
Estes são os vereadores eleitos nas eleições de 15 de novembro de 1968:
|   | Nome                        | Partido                                | Votos | %    | Observações |
| - | --------------------------- | -------------------------------------- | ----- | ---- | ----------- |
| 1 | Antônio Fernandes Sobrinho  | Aliança Renovadora Nacional (ARENA)    | 395   | 8,73 | 1º mandato  |
| 2 | Cirilo Felix da Silva       | Movimento Democrático Brasileiro (MDB) | 323   | 7,14 | 2º mandato  |
| 3 | Manoel Jacinto da Costa     | Aliança Renovadora Nacional (ARENA)    | 299   | 6,61 | 1º mandato  |
| 4 | José Gomes                  | Aliança Renovadora Nacional (ARENA)    | 238   | 5,26 | 1º mandato  |
| 5 | Mizael Fernandes Nogueira   | Aliança Renovadora Nacional (ARENA)    | 231   | 5,10 | 2º mandato  |
| 6 | Manoel Gonçalves de Andrade | Movimento Democrático Brasileiro (MDB) | 225   | 4,97 | 1º mandato  |
| 7 | Israel César Fernandes      | Movimento Democrático Brasileiro (MDB) | 188   | 4,15 | 1º mandato  |

## 3ª Legislatura (1964–1968)
Estes são os vereadores eleitos nas eleições de 11 de agosto de 1963:
|   | Nome                         | Partido                          | Votos | %     | Observações |
| - | ---------------------------- | -------------------------------- | ----- | ----- | ----------- |
| 1 | Antônio Gonçalves Sobrinho   | União Democrática Nacional (UDN) | 410   | 11,72 | 1º mandato  |
| 2 | Antônio Mousinho Fernandes   | União Democrática Nacional (UDN) | 335   | 9,57  | 1º mandato  |
| 3 | Raimundo Barbosa de Oliveira | União Democrática Nacional (UDN) | 284   | 8,12  | 1º mandato  |
| 4 | Oriel Gonçalves de Oliveira  | Partido Social Democrático (PSD) | 276   | 7,89  | 2º mandato  |
| 5 | Mizael Fernandes Nogueira    | Partido Social Democrático (PSD) | 222   | 6,34  | 1º mandato  |
| 6 | Cirilo Felix da Silva        | União Democrática Nacional (UDN) | 215   | 6,14  | 1º mandato  |
| 7 | Francisco Batista Vieira     | Partido Social Democrático (PSD) | 199   | 5,69  | 1º mandato  |

## 2ª Legislatura (1960–1963)
Estes são os vereadores eleitos nas eleições de 2 de agosto de 1959:
|   | Nome                         | Partido                          | Votos | %    | Observações |
| - | ---------------------------- | -------------------------------- | ----- | ---- | ----------- |
| 1 | Francisco Fernandes Nogueira | Partido Social Democrático (PSD) | 248   | 9,89 | 1º mandato  |
| 2 | Joaquim Moreira da Costa     | União Democrática Nacional (UDN) | 237   | 9,45 | 1º mandato  |
| 3 | João Caboclo de Sá           | Partido Social Democrático (PSD) | 220   | 8,77 | 1º mandato  |
| 4 | Oriel Gonçalves de Oliveira  | União Democrática Nacional (UDN) | 220   | 8,77 | 1º mandato  |
| 5 | Antonio Jacinto de Oliveira  | Partido Social Democrático (PSD) | 219   | 8,73 | 2º mandato  |
| 6 | Francisco Rodrigues de Sousa | Partido Social Democrático (PSD) | 153   | 6,10 | 1º mandato  |
| 7 | Antônio Barbosa Cavalcante   | União Democrática Nacional (UDN) | 136   | 5,42 | 1º mandato  |

## 1ª Legislatura (1956–1959)
Estes são os vereadores eleitos nas eleições de 3 de outubro de 1955:
|   | Nome                        | Partido                          | Votos | %     | Observações |
| - | --------------------------- | -------------------------------- | ----- | ----- | ----------- |
| 1 | Francisco Enéas de Alencar  | Partido Social Democrático (PSD) | 304   | 23,21 | 1º mandato  |
| 2 | Antonio Joaquim Magalhães   | Partido Social Democrático (PSD) | 293   | 22,37 | 1º mandato  |
| 3 | Olinto Pinheiro da Silva    | Partido Social Democrático (PSD) | 189   | 14,43 | 1º mandato  |
| 4 | José Anacleto Filho         | Partido Social Democrático (PSD) | 184   | 14,05 | 1º mandato  |
| 5 | Antonio Jacinto de Oliveira | Partido Social Democrático (PSD) | 139   | 10,61 | 1º mandato  |
| 6 | José Joaquim Duarte         | Partido Social Democrático (PSD) | 120   | 9,16  | 1º mandato  |
| 7 | Juvino Fernandes            | Partido Social Democrático (PSD) | 81    | 6,18  | 1º mandato  |